# Río Méder
El río Méder es un afluente del río Gurri, que a su vez desemboca en el río Ter. Tiene una longitud de unos 14,5 km y un desnivel de 365 m.
Nace en el término municipal de Santa Eulalia de Riuprimer, antes conocida como Santa Eulalia de Merder. Su cuenca incluye, además del indicado, los municipios de Montanyola, San Bartolomé del Grau, Gurb y Vich.
Una vez pasada la población de Santa Eulalia, al poco de su nacimiento, el Méder recibe por la derecha la riera de Montanyola. Cuatro kilómetros después, atraviesa el núcleo urbano de la Guixa, recibe por la izquierda la riera de San Juan del Galí y entra en Vich. A la salida de esta población, desemboca en el río Gurri, del cual es el afluente más importante.

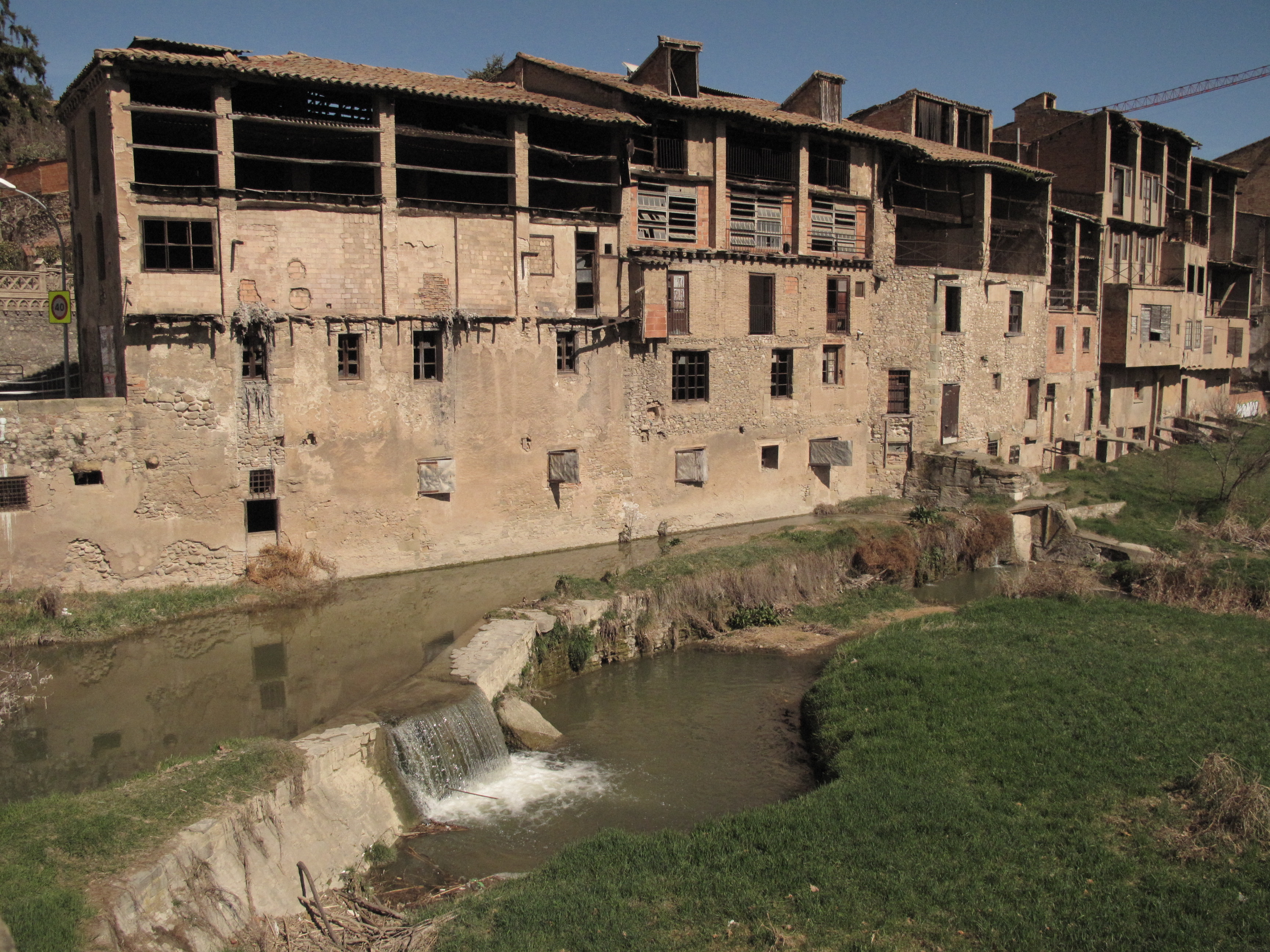
Antiguas adoberías junto al río Méder, en Vich.

Popularmente, el río Méder es conocido como La Riera a su paso por Vich, junto al barrio de Sentfores, también conocido como la Guixa. Su nombre deriva de Merder, como aparece citado en el siglo XI. La presencia de adoberías en su cabecera ha propiciado desde hace siglos su contaminación por el encurtido de las pieles.
Durante los últimos años se ha hecho un gran esfuerzo para limpiar el río y acondicionar su recorrido por la ciudad de Vich, donde se ha construido un parque, el Blanqueig, junto al puente del mismo nombre, y se ha recuperado el bosque de ribera de Can Cassany, cerca de la depuradora, en la fuente del Ferro, en cuyos alrededores hay un pozo de hielo. La recuperación ha permitido la existencia de ánades reales (Anas platyrhynchos) y pollas de agua (Gallinula chloropus).
A su paso por Vich, el río Méder es atravesado por el puente románico de Queralt, edificado el siglo XI en el camino que iba a Barcelona. Está construido sobre la base de un puente romano anterior. La última restauración se hizo en el año 1940. En la época medieval, era una de las puertas de la muralla de la ciudad.

## Coordenadas
- Nacimiento: 41°53′35.58″N 2°8′51.82″E / 41.8932167, 2.1477278
- Desembocadura: 41°55′31.60″N 2°16′0.337″E / 41.9254444, 2.26676028